# 毛舌菌屬
毛舌菌屬（學名：Trichoglossum）是地舌菌綱下的一個屬，其模式種為毛舌菌。本屬物種產孢的子實層體表面上均有細小的剛毛，與其關係接近的地舌菌屬子實層體表面則沒有剛毛。

## 歷史
毛舌菌屬由法國真菌學家让·路易·埃米尔·布迪耶於1885年建立，他將子實層體表面有細毛的地舌菌屬物種歸入本屬中。隨後許多真菌學家發表了本屬的其他物種，其中中國真菌學家邓叔群與戴芳瀾皆對本屬物種的分類貢獻良多，兩人發表了許多中國的毛舌菌屬新種。截至2018年，真菌資料庫Index Fungorum中屬於毛舌菌屬的學名共有48個（包含物種、變種與型等階級的分類單元），一篇2008年的研究則認為本屬下共有19個物種。子囊孢子的形狀與其中隔板的數目是本屬物種的重要分類依據，剛毛的形態亦有參考價值，而子實體與側絲的形狀則因種內變異過大而不能作為分類依據。許多分子系统发生学的研究皆顯示本屬是一個有效的分類元（即單系群）。

## 分布
毛舌菌屬的物種廣泛分佈於北美洲、歐洲、亞洲、澳洲與南美洲等地森林的土壤中。在中國常見於雲南、貴州、四川與其他南方諸省，北方則只見於河北與吉林。

## 物種
下列為已知的毛舌菌屬物種。
- 景洪毛舌菌 Trichoglossum cheliense F.L.Tai 1944
- 紊乱毛舌菌 Trichoglossum confusum E.J.Durand 1921
- 杜兰毛舌菌 Trichoglossum durandii S. C. Teng 1932
- 法洛毛舌菌 Trichoglossum farlowii (Cooke) E.J.Durand 1908
- 细柄毛舌菌 Trichoglossum gracile Pat. 1909
- 毛舌菌 Trichoglossum hirsutum (Pers.) Boud. 1907
- 昆明毛舌菌 Trichoglossum kunmingense F.L.Tai 1944
- Trichoglossum leucosporum Benkert & Hardtke 1988
- 八段毛舌菌 Trichoglossum octopartitum Mains 1940
- 柏松毛舌菌 Trichoglossum persoonii F.L.Tai 1944
- Trichoglossum peruvianum E.K.Cash 1958
- 青城毛舌菌 Trichoglossum qingchengense  W.Y.Zhuang 1997
- 罕见毛舌菌 Trichoglossum rasum Pat. 1909
- Trichoglossum rehmianum (Henn.) E.J. Durand 1908
- 中国毛舌菌 Trichoglossum sinicum F.L.Tai 1944
- 四孢毛舌菌 Trichoglossum tetrasporum Sinden & Fitzp. 1930
- 变异毛舌菌 Trichoglossum variabile (E.J.Durand) Nannf. 1942
- 绒柄毛舌菌 Trichoglossum velutipes (Peck) E.J.Durand 1908
- 沃尔特毛舌菌 Trichoglossum walteri (Berk.) E.J.Durand 1908
- 赖特毛舌菌 Trichoglossum wrightii  (E.J.Durand) E.J.Durand 1921
- 云南毛舌菌 Trichoglossum yunnanense

## 圖集

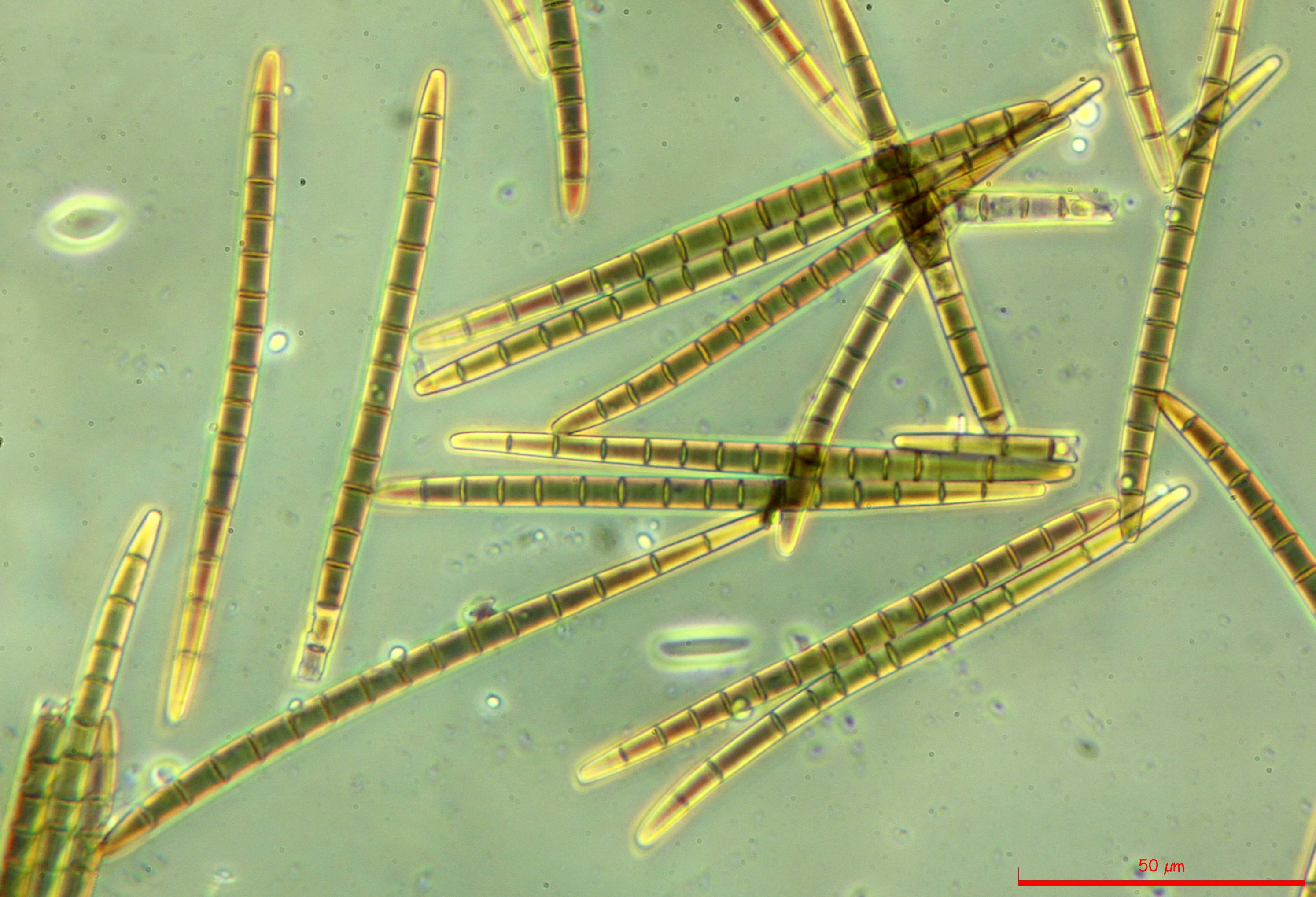
毛舌菌的子囊孢子
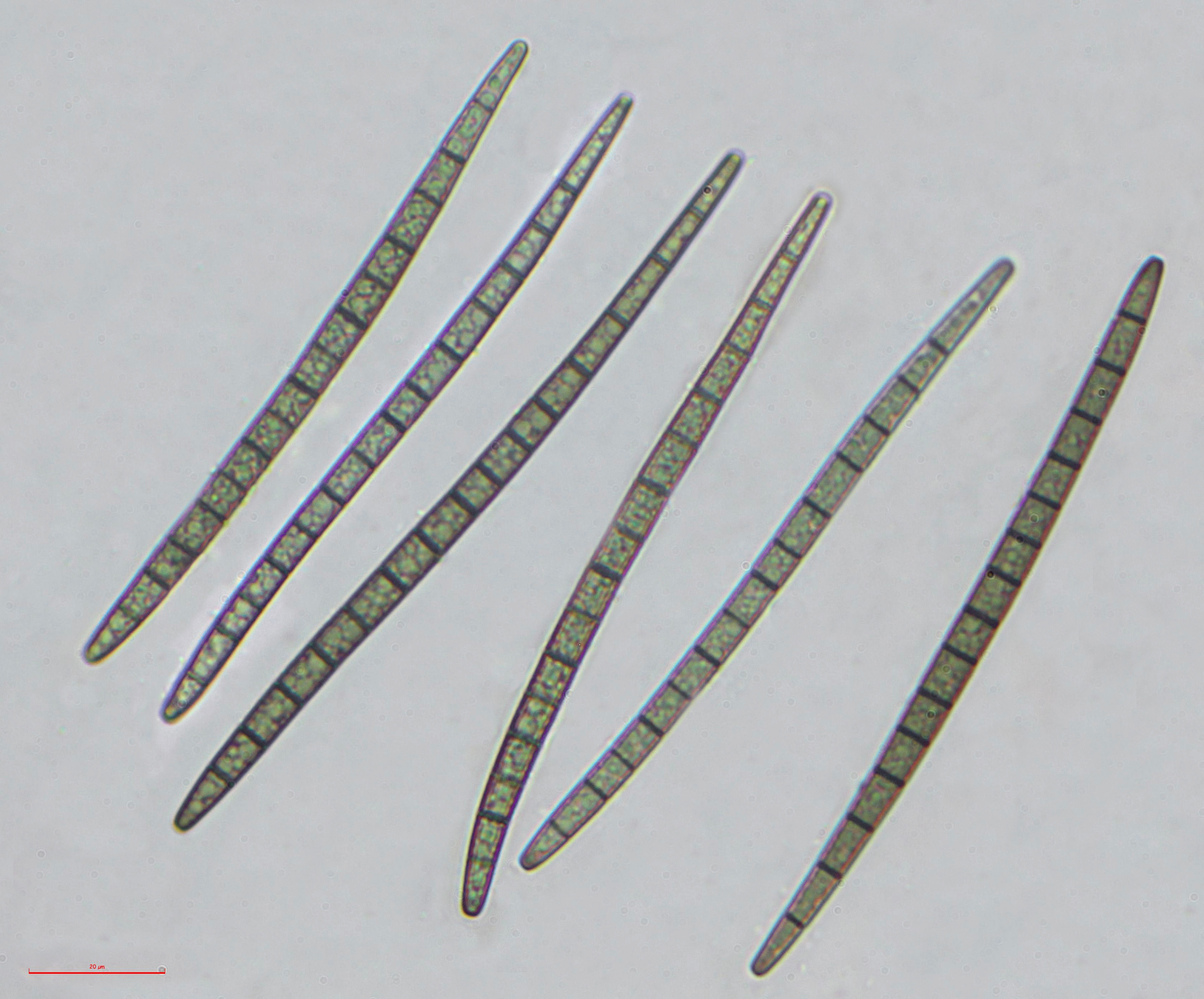
毛舌菌的子囊孢子

## 註腳
1. ↑  譯名參考《中国植物志》第8卷[10]與《中国生物物种名录》第3卷[7]